# Male Krće
Male Krće (cyr. Мале Крће) – wieś w Czarnogórze, w gminie Pljevlja. W 2011 roku liczyła 81 mieszkańców.